# Fedina
Fedina (Foundation for Educationnal Innovations in Asia; Fondation pour les innovations éducatives en Asie) est une ONG indienne laïque. Cette association milite pour les droits des femmes, des travailleurs et des populations marginalisées. Son siège se trouve à Bangalore, dans l'état de Karnataka.

## Création et historique
Fedina a été fondée en 1983 à Bangalore, elle est principalement implantée dans 5 États du sud de l'Inde, Karnataka, Tamil Nadu, Kérala, Andhra Pradesh et Pondichéry. Elle compte 2300 groupes locaux.
L'organisation est fédérale, avec de nombreuses réunions à différents niveaux où la parole circule : comme dans toutes les organisations horizontales, la prise de décision est longue et difficile, mais démocratique.
Depuis 2007, Fedina reçoit le soutien de l'AEDH sur un projet de sensibilisation et de mobilisation des femmes Dalits du district de Kanyakumari.

## Principes et objectifs
Jusqu'en 1996, elle avait surtout une action charitable d'urgence. Depuis, elle s'oriente vers un travail de prise de conscience des droits des travailleurs et des plus démunis. Elle agit dans d'autres domaines :
- aide à la création de syndicats, comme le Syndicat des travailleurs de l'industrie textile et de la confection (GATWU), le Syndicat des travailleurs de l'industrie du beedi (Beedi Workers Union), le Syndicat des ouvriers agricoles (Agricultural Workers Union) ;
- défense du droit au travail ;
- lutte pour le droit à la terre ;
- lutte contre la discrimination envers les Intouchables (dalits) ;
- lutte contre la violence envers les femmes (violences conjugales, violences au travail). En 2005, l'Inde adopte une loi reconnaissant les violences faites aux femmes comme des violations des droits humains : la Protection of Women from Domestic Violence Act (loi de prévention des violences domestiques). Fedina utilise cette loi, tout en adoptant une approche qui tient compte des difficultés vécues par les femmes[2].